# Christopher Showerman
Christopher Showerman (Jackson, Míchigan, 24 de junio de 1971) es un actor y productor estadounidense de cine y televisión. Conocido por su papel de George en George of the Jungle 2 (2003).

## Biografía
Nació y se crio en Míchigan, comenzó la carrera de actor al terminar sus estudios. Estudió en la Michogan State University, donde se especializó en Música. Poco después se mudó a Hollywood. Después de pequeños papeles en películas como Starship Troopers o Best in Show, le concedieron un papel principal en una película independiente, Dumped (2000)
La gran oportunidad de Showerman llegó en 2003 cuando reemplazó a Brendan Fraser en el papel de George de la Jungla en la película George de la Jungla 2.

## Carrera filmográfica
Aunque se le conozca por la película George de la Jungla 2, Showerman también ha aparecido en películas como Sea of Fear, Idol, Live Fast, Die Young, Complacent y Big Game. Recientemente ha aparecido en Hole in One, A Night at the Silent Movie Theater, Commander and Chief y Radio America; la cual escribió, produjo y dirigió.
En televisión ha aparecido en Jack of All Trades, en The O.C. y en CSI Miami